# سيدني روزنتال
سيدني روزنتال (بالإنجليزية: Sidney Rosenthal)‏ هو مهندس ومخترِع أمريكي، ولد في 1907، وتوفي في 1979.